# Regione di Sikasso
La regione di Sikasso è una delle 8 regioni del Mali. Il capoluogo è la città di Sikasso.
La regione di Sikasso è divisa in 7 circondari:
- Bougouni
- Kadiolo
- Kolondiéba
- Koutiala
- Sikasso
- Yanfolila
- Yorosso